# Pseudocolaptes
Genre
Le genre Pseudocolaptes regroupe trois espèces de passereaux appartenant à la famille des Furnariidae.

## Liste des espèces
D'après la classification de référence du Congrès ornithologique international (ordre phylogénique) :
- Pseudocolaptes lawrencii – Anabate chamois
- Pseudocolaptes johnsoni – (?)
- Pseudocolaptes boissonneautii – Anabate de Boissonneau